# 当分ノ内侍従長二人ヲ置クノ件
当分ノ内侍従長二人ヲ置クノ件（とうぶんのうちじじゅうちょうふたりをおくのけん）とは、日本の皇室令の一つ。本令施行の日から当分の間、侍従長の定員を2人とする等を定めたものである。1912年（大正元年）7月30日に公布され、即日施行され、同年8月13日に廃止された。

## 沿革

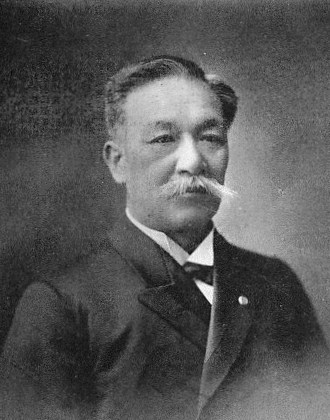
波多野敬直 (1855 - 1922)。施行当時の東宮大夫。本令により侍従長を兼任した。

本令が公布された1912年は、日本の君主である明治天皇の死去に伴い、新たにその長子で皇太子である嘉仁親王が天皇として践祚した年である。大日本帝国憲法及び皇室典範の制定以降、宮内省は、宮中の儀式その他の行事に法制化に向けて、その具体的な措置を規定する皇室令の整備を実施しており、当然これには天皇の代替わりも含まれていた。しかし、明治天皇の死去に伴う天皇の代替わりは日本の憲政史上初めてのことであり、当時、これに伴って対応すべき事項を実施するための体制の整備については、実際に必要となった段階で定められることを想定されていた。宮中に関する事項を所掌していた宮内省は、明治天皇の死去に伴い、こうした整備を行うため、至急関係する法令の整備を行う必要があった。
こうした緊急的な状況を受け制定された皇室令が本令である。本令は、1912年7月30日に宮内省大臣官房調査課によって立案され、宮内次官、宮内大臣と続けて決裁が行われ、大正天皇によって勅定され、正本に大正天皇の親署、御璽の捺印、年月日の記入及び渡辺千秋宮内大臣の署名が行われ、官報号外をもって同日に公布され、同日に施行した。
本令が施行されたことにより、嘉仁の側近である東宮大夫の波多野敬直が同日付で侍従長を兼任することとなった。侍従長は親任式をもって任ずる勅任官（いわゆる親任官）又は一等官の勅任官であることとされており、親任官である侍従長の場合は天皇の親署、御璽の捺印、宮内大臣の年月日の記入及び副署がなされた官記を親任式により交付すること、一等官の勅任官である場合は御璽の捺印、宮内大臣の年月日の記入及び副署がなされた官記が交付されることとされていたが、波多野の場合は自動的に侍従長を兼任することとなり、これによる官記は交付されないこととされた。
同年8月13日に大正元年皇室令第六号廃止ノ件が公布され、即日施行したことにより、同日付で本令は廃止された。これにより波多野は、同日付で侍従長の兼任を免じられた。なお任命と同様、波多野は自動的に侍従長の兼任を免じられることとなったため、これによる辞令書は交付されなかった。

## 解説

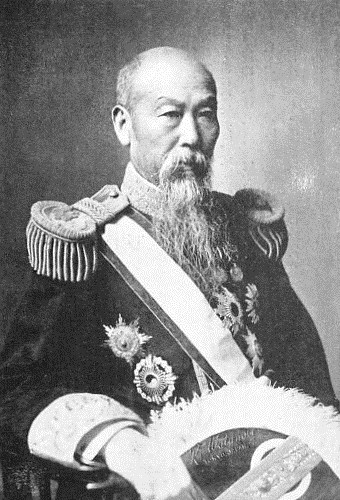
渡辺千秋 (1843 - 1921)。制定当時の宮内大臣。本令に副署した。

本節では、本令の実質的及び形式的な内容を解説する。

### 制定方式
詔書及び勅書を除く一般に天皇がその大権に基づいて公布する命令は、統帥権に基づく軍令、皇室大権に基づく皇室令、その他の一般国務に関する勅令に大別される。
本令は、本則に規定する侍従長の定員は皇室事務の範囲であること、一般則の規定が既に皇室令である宮内省官制に規定されていることに加え、附則に規定する官記の特例は公式令の特例ではあるものの、公式令自体が天皇大権により発せられる命令その他の文書を広く規定したものであり、公式令の範囲は皇室大権に及ぶこと、適用対象である侍従長及び東宮大夫が皇室事務に限られていることから、皇室事務に関する事項を定める皇室令として定めるべきものと位置づけられる。

### 逐条解説
本令は本則1文及び附則2項で構成されており、これに上諭及び皇室令番号が付されている。
上諭には、皇室令の制定権者である大正天皇が本令を裁可して公布することが記載される。本令は題名が存在しないため、上諭に記載された件名が便宜上の名称として使用されている。上諭には、上記記述にあわせて今上天皇の名である嘉仁の親署、御璽の捺印、裁可の年月日が記される。さらに、皇室大権を輔弼する者であり本令を執行する責任者である渡辺の副署が記されている。
皇室令番号は、暦年ごとに皇室令の成立順に付される皇室令固有の番号である。本令では、大正元年に6番目に公布された皇室令であることを表している。なお1912年は年の途中で明治から大正に改元されたが、明治45年の皇室令は3件であるため、1912年の皇室令第6号は本令のみである。
いくつかの皇室令は皇室令番号の後に題名が付されるが、本令は題名を付さない。これは一時的な問題を処理するために制定されている比較的簡易な法令には題名を付さないのが通例であったためである。
本則は、皇室令の本体的規定が置かれる。本令では、本文に侍従長の定員を当分の間2人とすることを、ただし書にそのうちの1人は東宮大夫が兼任することを、それぞれ規定している。「侍従長」は、親任官又は勅任官の官職であり、天皇を常侍奉仕し侍従職を統轄し便宜事を奏し旨を宣ずる事務を所掌している。法令上「当分ノ内」（口語では「当分の間」）とは、期限を定めていない期間を指す用語であり、主に一時的な措置であることを表現するときに用いられる。「当分ノ内」と規定された場合はたとえ立案事実が実態と大きくかけ離れたとしても自動的には期限は到来せず、当該規定が不要になった場合はその改正が求められる。「東宮大夫」は、勅任官の官職であり、東宮の宮事を掌理し東宮職の職員を監督し便宜事を啓し旨を宣ずる事務を所掌している。本来侍従長は侍従を統轄する官職であるため、その定員は当然1名であったが、天皇の死亡に伴う代替わりという特別な条件下においては、東宮の側近としてこれまで仕えていた東宮大夫から天皇の側近としてこれから仕えていく侍従等への円滑な移行のために、当分の間、特別に定員を2名としたものである。
附則は、本則に付随する規定が置かれる。本令では、施行期日及び経過措置がそれぞれ規定される。
附則第1項は、本令を公布の日と同日に施行すること（いわゆる公布日施行）を定めた規定である。当時の政府が公布日施行の瞬間についてどう解釈されていたかは明らかではないが、後年に法令の公布日施行の瞬間についての判例では、本令の掲載された官報が一般希望者において閲覧し、又は購読し得る場所に到達した時点であるとされていることから、遅くとも1912年7月30日の該当時間をもって公布され、同時に施行されたと推測される。皇室令は、その規定を施行するにあたって準備期間や周知期間が必要であるため、特段の規定がない限りは公布の日より起算し満20日を経て施行することとしている。しかし、本令は、天皇の代替わりに伴い至急必要となったものであることから準備期間は必要とせず、本令により影響を受ける対象が宮中の関係者に限定されることから周知期間も必要としないため、公布日施行としたものと推測される。
附則第2項は、本令の経過措置を定めた規定である。附則第2項前段では本令の施行により侍従長となる東宮大夫への侍従長任命の官記の不交付を、同項後段では任命に関する諸規定に関わらず本令の施行をもって自動的に兼任することを、それぞれ定めている。一般に勅任官の任命行為は、親任官とそれ以外の勅任官によって異なる。親任官にあっては、官記に天皇が親署し宮内大臣が年月日を記入し副署し、親任式において天皇から直接交付され、親任官以外の勅任官にあっては、官記に御璽を押印し宮内大臣が年月日を記入し副署し、内閣総理大臣が天皇の勅旨を奉じてその勅旨を包含する官記の対象者に交付することをもって行われる。本則の規定による侍従長の増員は、天皇の代替わりに伴う一時的な措置であり、東宮大夫には官記の交付を待たずに至急侍従長としての事務を行う必要があるため、官記を交付しないこととし、交付せずとも任命されることとした。すなわち本規定は、官記の様式を定める公式令の特別法として性質を有する。